# Woodlark-Kuskus
Der Woodlark-Kuskus (Phalanger lullulae) ist ein Beuteltier aus der Familie der Kletterbeutler (Phalangeridae), das auf den Inseln Woodlark und Madau und auf den Alcester-Inseln östlich von Neuguinea vorkommt. Auf den Alcester-Inseln wurde die Art möglicherweise erst vom Menschen eingeführt.

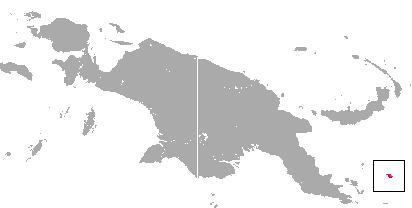
Lage der Insel Woodlark östlich von Neuguinea

## Merkmale
Der Woodlark-Kuskus ist eine mittelgroße Kuskusart und erreicht eine Kopfrumpflänge von 33 bis 41 cm, hat einen 27,5 bis 34,5 cm langen Greifschwanz und erreicht ein Gewicht von 1,5 bis 2 kg. Die Färbung des Woodlark-Kuskus ist sehr variabel. Das Rückenfell ist in der Regel unregelmäßig braun, ingwerfarben und weißlich gefleckt, das Bauchfell ist weißlich mit dunklen Flecken. Einige Exemplare sind eher dunkelbraun mit hellen Flecken, andere sind vor allem ingwerfarben mit wenigen weißlichen und dunklen Flecken. Ein dunkler Mittelstreifen verläuft vom Kopf bis zu den Schultern. Der Nasenspiegel ist pinkfarben. Der Schädel des Woodlark-Kuskus ähnelt dem des Molukken-Kuskus zeigt jedoch kein Diastema zwischen den Schneidezähnen und den Eckzähnen.

## Lebensraum und Lebensweise

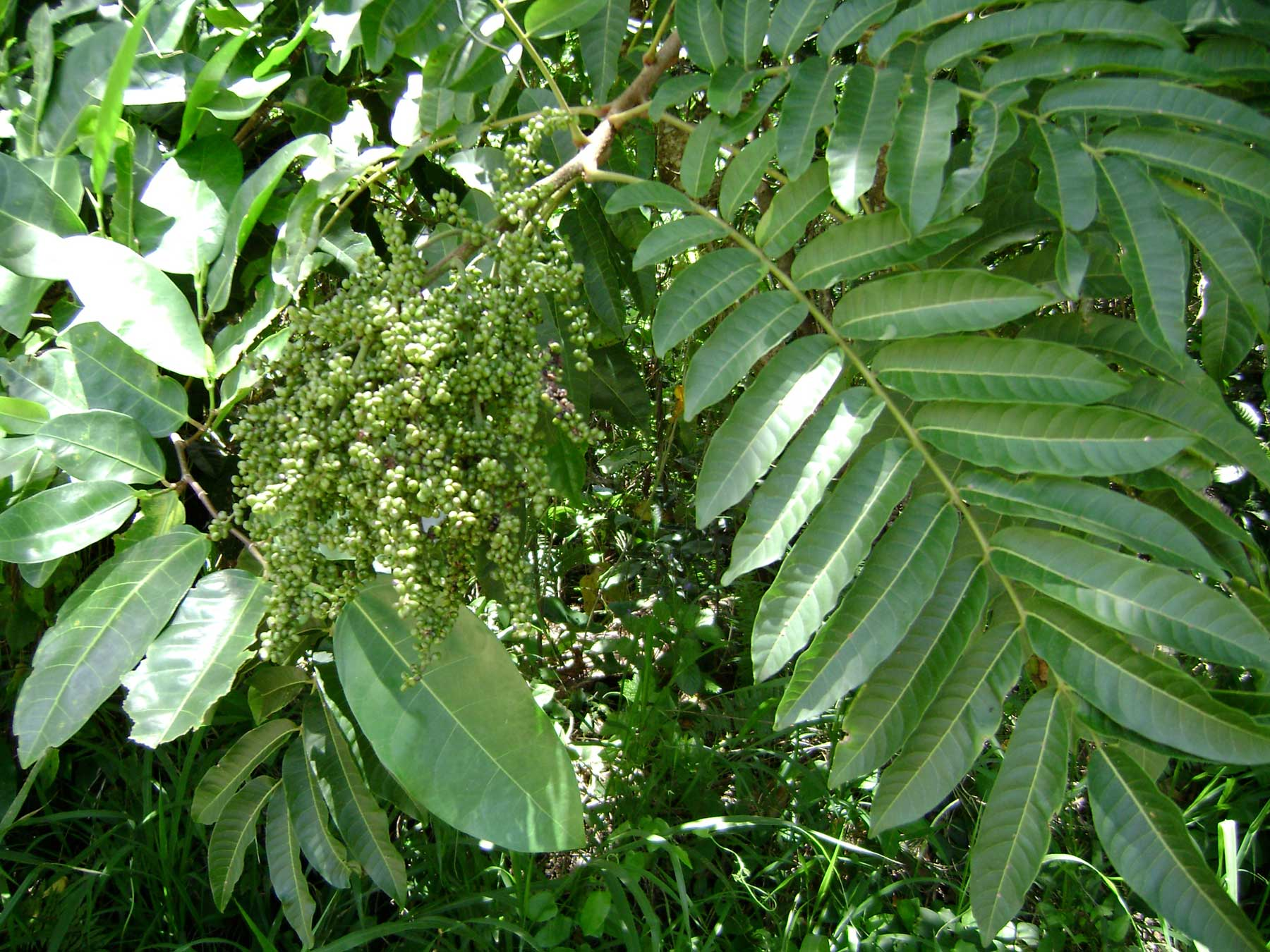
Blätter und Früchte von Melanococca tomentosa sind eine wichtige Nahrung für den Woodlark-Kuskus

Der Woodlark-Kuskus kommt in primären und sekundären Wäldern vor und ist auf Woodlark im trockenen, östlichen Tiefland häufiger als in den dichten Wäldern im Westen der Insel. Wie alle Kuskus ernährt er sich vor allem von Blättern und Früchten. Nach Aussagen der Inselbewohner bevorzugt er dabei den Strauch Melanococca tomentosa, der vor allem in verwilderten Gärten wächst. Außerdem nehmen sie Nektar von Kletterpflanzen zu sich. Über das Verhalten und die Fortpflanzung ist nur wenig bekannt. Die Tiere verständigen sich mit verschiedenen Lauten, die wie Bellen, Knurren oder das Weinen von Menschenbabys klingen. Viele dieser Laute werden während der Nahrungssuche ausgestoßen. Der Woodlark-Kuskus ist nachtaktiv und verbringt den Tag in Baumhöhlen oder unter dichten Epiphytenbeständen. Diese verlässt er kurz nach Sonnenuntergang. Die Fortpflanzungsphase ist offenbar relativ lang und dauert mehrere Monate.

## Gefährdung
Die IUCN schätzt den Bestand des Woodlark-Kuskus als stark gefährdet (Endangered) ein. Sein Verbreitungsgebiet ist relativ klein und ein malayisches Unternehmen plant auf Woodlark den größten Teil des ursprünglichen Waldes zu roden um das Holz zu verkaufen und danach Ölpalmplantagen anzulegen.

## Belege
1. 1 2 3 4  Kristofer Helgen & Stephen Jackson: Family Phalangeridae (Cuscuses, Brush-tailed Possums and Scaly-tailed Possum). In: Don E. Wilson, Russell A. Mittermeier: Handbook of the Mammals of the World – Volume 5. Monotremes and Marsupials. Lynx Editions, 2015, ISBN 978-84-96553-99-6, S. 490.
2. ↑  Woodlark Kuskus bedroht. Stoppt die Abholzung! Rettet den Regenwald e.V. Abruf am 12. Mai 2015